# 瞎毡
瞎毡（？—1058年），北宋时期龛谷吐蕃大首领，吐蕃唃厮啰国的第一代首领唃厮啰长子。
瞎毡的母亲是宗哥首领李立遵的女儿。李立遵死后，其母出家为尼，迁居廓州（今青海省尖扎县）。他和弟弟磨毡角带着母亲，投奔宗哥族。后来住在龛谷（今甘肃省榆中县），为当地吐蕃部众拥戴为部落大首领。向宋朝进贡，宝元二年（1039年），受宋封担任澄州团练使，庆历四年（1044年）遣使向宋贡名马一百九十匹，金二十两，铁甲一副。后来贡使不绝，亦得宋朝厚赐。至和元年（1054年）四月，助宋军弹压渭州沙精谷蕃部有功，进贡名马，受厚赐，并加封其妻李萨勒。嘉祐三年（1058年）十月，病卒。其子木征。